# Facundo Olezza
Facundo Olezza (Buenos Aires, 30 de agosto de 1994) es un regatista argentino. Estudió Física en la universidad Europea de Valencia.
Participó en el Mundial Sub-23 de la clase Finn de Yachting en Aarhus, Dinamarca, consiguiendo el tercer puesto. Obtuvo el bicampeonato mundial Sub-23 en los años 2017 y 2018 en lago Balaton, Hungría. Fue el primer deportista Argentino en clasificar a los JJOO de Tokio 2020, obteniendo el séptimo puesto en el campeonato mundial open en Aarhus, Dinamarca en 2018. 
Representó a la Argentina en los Juegos Olímpicos de Río de Janeiro 2016 en la clase Finn, a los que clasificó tras un décimo puesto en la Copa Mundial ISAF de Miami. En su primera y última carrera logró el primer puesto.
Representó a la argentina en los Juegos Olímpicos de Tokio 2020 en la clase Finn, en los que obtuvo su diploma olímpico finalizando en quinta posición.